# Bartel John Jonkman
Bartel John Jonkman (28 avril 1884 – 13 juin 1955) est un homme politique originaire de l'État du Michigan aux États-Unis.

## Biographie
Jonkman naît le 28 avril 1884 à Grand Rapids dans le Michigan. Il obtient en 1914 son diplôme à l'école de droit de l'Université du Michigan. Il débute la même année à la barre à Grand Rapids. Il travaille en tant qu'assistant au procureur du comté de Kent de 1915 à 1920 et devient lui-même procureur de 1929 à 1936. 
À la mort du représentant à la Chambre Carl Mapes en décembre 1939, il se présente à l'élection du 19 février 1940 dans le but de le remplacer. Au sein du parti républicain, il est ainsi élu au Congrès. Il y travaillera du 19 février 1940 au 3 janvier 1949. Lors des élections primaires républicaines de 1948 qui devaient lui permettre de briguer un nouveau mandat, il sera battu par le futur président Gerald Ford. Il travaille ensuite à nouveau dans le domaine du droit à Grand Rapids où il décédera. Il y est enterré dans le Woodlawn Cemetery.